# Fórmula E Gen3
El FIA Fórmula E Gen3 es un monoplaza eléctrico de tercera generación diseñado y construido para disputar el campeonato de Fórmula E organizado por la Federación Internacional del Automóvil (FIA) a partir de la temporada 2022-23. Es el sucesor del Spark SRT05e, estrenado en 2018.

## Desarrollo
En julio de 2020 se anunció que Spark Racing Technology construiría el chasis y suministraría los ejes delanteros, Williams Advanced Engineering suministraría las baterías y Hankook suministraría neumáticos para todo clima que incorporan biomateriales y caucho sostenible.

## Especificaciones
Los monoplazas de tercera generación producirán una potencia de salida combinada de 600kW (350kW del motor trasero y 250kW del delantero). Esto es más del doble que su predecesor, que solo contaba con un motor en el eje delantero. Podrá generar velocidades superiores a 320 km/h.
La energía generada por el freno regenerativo aumentará considerablemente, por lo que se mejorará la eficiencia. Por otro lado, será el primer coche de Fórmula E en montar neumáticos Hankook (sucesor de Michelin). Además, será más pequeño y ligero que sus dos antecesores.
El paquete de baterías de 47 kWh es fabricado por Williams Advanced Engineering

## Récord mundial
Durante el fin de semana del e-Prix de Londres de 2023, el piloto de McLaren Jake Hughes estableció un nuevo récord mundial Guinness de velocidad en interiores al alcanzar 218,71 km/h dentro del Centro de exposiciones ExCeL de Londres en una versión modificada del auto de carreras Gen3, conocido como GENBETA. El récord anterior de velocidad más rápida lograda por un vehículo en interiores fue de 165,20 km/h establecido por el conductor estadounidense Leh Keen en un Porsche Taycan Turbo S en el New Orleans Morial Convention Center en 2021.